# 南道郎
南 道郎（みなみ みちろう、1926年9月25日 - 2007年11月13日）は、日本の俳優、漫才師。南 道朗名義での出演作もある。本名は根岸 貞一（ねぎし ていいち）。
東京都品川区豊町出身。血液型はA型。3度の結婚歴を持つ1男3女の父（初婚の時の子が2人、2回目の結婚の時に1人、3回目の結婚の時に1人）。初婚の時の子（長女）が歌手の美詩える、3回目の結婚の時の子（三女）が劇団東俳に所属していたタレント・根岸未来。

## 来歴・人物
建築業を営む家に長男として生まれる。日本大学付属工業学校から明治大学専門部興亜科を経て1944年に学徒出陣で陸軍航空士官学校に入学。復員後の1947年には第一新聞社に入社、この年、NHKラジオの『のど自慢素人演芸会』に出演したのがきっかけで、1949年に新聞社を退社したのち、1950年、国学院大学の学生だった国友昭二と漫才コンビを結成し、同時期にスタートしたコロムビア・トップ・ライトとともに戦後の東京漫才を代表する存在になるほど人気を得る（一時期はE・H・エリックともコンビを組んでいた）。当時は「学生漫才」と称されマスコミには派手な衣装で「ステッキ（素敵）なコンビ」と売り出される。
1952年、東宝と専属契約を結んで漫才をする一方、1955年からは映画にも出演、同年に国友とのコンビを解消して俳優に転身した。
その特長あるダミ声を活かし、漫才出身でありながら主に悪役として活躍。特に戦争映画での悪辣な下士官は当たり役で、数々の作品で憎々しい個性を発揮している。テレビドラマでも時代劇の姑息な小役人など、小悪党的な敵役を様々に演じた。
1966年、自衛隊友の会結成の発起人のひとりとなった。
1969年の第32回総選挙、1972年の第33回総選挙に、民社党（1969年当時は民主社会党）公認で北海道第1区から立候補したが、いずれも落選した。
2007年11月13日、腹部大動脈瘤破裂のため千葉県市川市内の病院で死去。81歳没。本人の意思により献体のため、しらぎく会へ遺体を送還された。

## 出演作品

### 映画
- お笑い捕物帖 八ッあん初手柄（1955年、東宝）
- 極楽第一座 アチャラカ誕生（1956年、東宝） - 川口義雄
- 東京よいとこ（1957年、東宝）
- 女殺し油地獄（1957年、東宝）
- 裸の大将（1958年、東宝） - みね上等兵
- 続・社長太平記（1959年、東宝）
- 潜水艦イ-57降伏せず（1959年、東宝） - 竹山上曹[1]
- 或る剣豪の生涯（1959年、東宝）
- 独立愚連隊（1959年、東宝） - 酒井曹長
- 人間の條件 第三部 望郷篇 / 第四部 戦雲篇（1959年、松竹）
- 大空の野郎ども（1960年、東宝）
- 名もなく貧しく美しく（1961年、東宝） - 駅の改札係
- 座頭市物語（1962年、大映） - 飯岡乾分蓼吉
- 第三の悪名（1963年、大映） - カポネ親分
- 無法松の一生（1963年、東映） - 清次
- 陸軍残虐物語（1963年、東映） - 押川
- 暗黒街大通り（1964年、東映） - 岡島千松
- スチャラカ社員（1966年、松竹） - 山幹産業社長
- 兵隊やくざ 殴り込み（1967年、大映） - 赤池曹長
- 進め!ジャガーズ 敵前上陸（1968年、松竹） - 橘軍曹
- あゝ予科練（1968年、東映） - 佐々木上飛曹
- 三代目襲名（1974年、東映） - 南辰市
- 暴動島根刑務所（1975年、東映） - 丹野博
- 愉快な極道（1976年、東映） - 佐野哲蔵
- 沖縄やくざ戦争（1976年、東映） - 王城亀吉
- 新仁義なき戦い 組長最後の日（1976年、東映） - 河原玄次
- 日本の首領 完結篇（1978年、東映） - 真田
- 二百三高地（1980年、東映） - 金平又八（三南道郎名義）
- 連合艦隊（1981年、東宝） - 黒島先任参謀[2]
- 大日本帝国（1982年、東映） - 加来止男

### テレビドラマ
- 新・三等重役（1959年 - 1960年、NET / 東宝）
- ナショナル ゴールデン・アワー / 松本清張シリーズ・黒い断層「反射」（1961年、TBS）
- 大河ドラマ （NHK）
  - 赤穂浪士（1964年） - 唐獅子の藤九郎
  - 源義経（1966年） - 下臈判官公友
- 日産スター劇場 「やぶにらみの時計」（1964年、NTV）
- 特別機動捜査隊（NET / 東映）
  - 第174話「早春」（1965年）
  - 第774話「妻に捧げる協奏曲」(1976年） - 安西伸男
- 人形佐七捕物帳 第6話「鶴の千番」（1965年、NHK） - 柳亭種貞
- われら九人の戦鬼（1966年、NET / 東映） - 黒太
- 松本清張シリーズ 「左の腕」（1966年、KTV）
- 俺は用心棒 第16話「志士の写本」（1967年、NET / 東映） - 吉辺
- ローンウルフ 一匹狼 第25話「狂犬の罠」（1968年、NTV / 東映）
- 日本剣客伝 第7話「針谷夕雲」（1968年、NET / 東映）
- キイハンター 第13話「銀色の銃を持つ男」（1968年、TBS / 東映）
- 戦え! マイティジャック 第2話「ミニミニ島を爆破せよ」（1968年、CX / 円谷プロ） - AZ団ボス
- ご存じ金さん捕物帳（1974年 - 1975年、NET / 東映） - 権三
- 大江戸捜査網（12ch / 三船プロ）
  - 第171話「対決・非情の十手」（1974年） - 岡村の源次
  - 第181話「明日なき逃亡」（1975年） - 三味線掘の治助
  - 第248話「緋牡丹に賭けた恋」（1976年） - 隼の虎吉
  - 第271話「銃声は少年の叫び」（1976年） - 伊勢屋
  - 第307話「初見参お銀 仇討ち始末」（1977年） - 渡海屋番頭
  - 第330話「哀しみの岡ッ引魂」（1978年） - 儀助
  - 第343話「泥沼に咲いた女郎花」（1978年） - 松吉
  - 第345話「やくざ同心 怒りの復讐」（1978年） - 松吉
  - 第446話「故郷偲ぶ薄幸の女」（1980年） - 大田黒一家代貸
  - 第458話「十手に賭けた同心魂」（1980年） - 鳴海屋徳兵衛
  - 第483話「遊女が見た幸せの夢」（1981年） - 伊勢屋
  - 第534話「隠密大殺陣 母に別れを」（1982年） - 亀井外記
  - 第557話「悪役志願 替え玉一発勝負」（1982年） - 雲切り軍兵衛
- ザ・ボディガード 第18話「吠えろ! 北海の女ドラゴン」（1974年、NET / 東映） - 脇本源次郎
- 非情のライセンス 第2シリーズ 第43話「兇悪の密室」（1975年、NET / 東映） - 沼田登
- 江戸を斬る（TBS / C.A.L）
  - 江戸を斬るII・III（1975年 - 1977年） - 閻魔の伊蔵（※レギュラー）
  - 江戸を斬るVI 第22話「小鈴に誓った恋三味線」（1981年） - 加兵衛
  - 江戸を斬るVII 第1話・第2話「桜吹雪が悪を裁つ」（1987年） - 宗助
- 影同心II 第17話「一殺多生の大相撲」（1976年、MBS / 東映） - 亀屋儀兵ヱ
- 隠し目付参上 第17話「南蛮からくり大怪盗の大逆転か!」（1976年、MBS / 三船プロ） - 喜三
- 水戸黄門（TBS / C.A.L）
  - 第6部
    - 第10話「兄妹拳法絶海の対決 ‐隠岐‐」（1975年6月2日） - 五郎蔵
    - 第25話「海道一の大盗人 -金谷-」（1975年9月15日） - 銀次

  - 第7部 第13話「泣くなわらしっこ -秋田-」（1976年8月16日） - 御門の文吉
  - 第8部 第22話「海鳴り龍王岬 -高知-」（1977年12月12日） - 得造
  - 第11部 第22話「黄門様の子守唄 -伊勢原-」（1981年1月12日） - 喜十郎
  - 第14部
    - 第2話「悪を斬る! 白狐の剣 -郡山-」（1983年11月7日） - 軍次
    - 第32話「灘の庄助なぜ酔っぱらう -灘-」（1984年6月4日） - 弁天の島五郎

  - 第15部 第3話「偽黄門になった黄門様 -伊予-」（1985年2月11日） - 新兵衛
  - 第16部 第3話「関所に巣喰う鬼退治 -箱根-」（1986年5月12日） - 万蔵
- 徳川三国志 第23話「江戸の毒を斬れ！」（1976年、NET / 東映） - 順斎
- 伝七捕物帳 第114話「鳩笛怨み唄」（1976年、NTV / ユニオン映画） - 田島町の寅吉
- 遠山の金さん（NET / 東映）
  - 第46話「恐怖の真昼に舞う風車」（1976年） - 不知火十三郎
  - 第87話「お白州で実った恋」（1977年）-公儀御用達材木問屋 木曽屋久兵衛
- 桃太郎侍（1977年、NTV / 東映）
  - 第21話「浮世絵の女」 - 唐津屋
  - 第64話「さよならだけが人生だ!」 - 疾風の辰
- 新・必殺仕置人 第16話「逆怨無用」（1977年、ABC / 松竹） - 相模屋島蔵
- 破れ奉行 第29話「裏切りの暗黒街」（1977年、ANB / 中村プロ） - 久七
- 人形佐七捕物帳 第30話「毒蛇に噛まれた心」（1977年、ANB / 東映）
- 特捜最前線 第50話「凶弾・神代夏子死す!」・第51話「凶弾II・面影に手錠が光る!」（1978年、ANB / 東映）
- 大岡越前（TBS / C.A.L）
  - 第5部 第26話「目黒に消えた公方様」（1978年7月31日） - 蛇崩の仙八
  - 第9部 第15話「姉恋し手鎖道中」（1986年2月3日） - 徳次郎
- 達磨大助事件帳 第26話「夕陽の渡り鳥」（1978年、ANB / 前進座 / 国際放映） - 源蔵
- 大激闘マッドポリス'80 第9話「殺人刑務所」（1980年、NTV / 東映） - 木戸
- 長七郎天下ご免!（1980年、ANB / 東映）
  - 第30話「なみだが笑った嫁御寮」 - 橋本左内
  - 第55話「江戸一番!土くれ剣法」 -  常陸屋六右衛門
- 旅がらす事件帖 第12話「風が呼ぶ佐渡路の宝」（1980年、KTV / 国際放映） - 山路忠秋
- 吉宗評判記 暴れん坊将軍 第125話「男の門出の燈篭流し」（1980年、ANB / 東映） - 巴屋儀兵衛
- 西部警察（ANB / 石原プロ）
  - 第43話「4号岸壁の殺人」（1980年） - 佐川玄志巡査
  - 第78話「射殺」（1981年） - 警視庁監察官
- 水曜劇場 / 二百三高地 愛は死にますか（1981年、TBS / 東映） - 金平又八
- 文吾捕物帳 第14話「紅かんざしの絆」（1982年、ANB / 三船プロ）
- 西部警察 PART-II 第18話「広島市街パニック!!」（1982年、ANB / 石原プロ） - 広島県警袴田刑事
- 新五捕物帳 第193話「ひとすじの愛」（1982年、NTV / ユニオン映画）
- 時代劇スペシャル / 清水次郎長 筑波おろし 義侠の仇討（1983年、CX / 東映） - 大造
- 新大江戸捜査網 第12話「さらば極道情け節」（1984年、TX / ヴァンフィル） - 大田黒の久六

### 吹き替え
- 海底大戦争 スティングレイ 大暴れ帆前船（ジャック・デンバー提督）

### 舞台
- 喜びの琴（1964年、日生劇場）